# Bowenia serrulata
Bowenia serrulata là một loài thực vật thuộc họ Stangeriaceae. Đây là loài đặc hữu của Úc.